# Arawacus togarna
Arawacus togarna is een vlinder uit de familie van de Lycaenidae. De wetenschappelijke naam van de soort werd als Thecla togarna in 1867 gepubliceerd door William Chapman Hewitson.